# 喬納斯·奧爾森
奥勒·喬納斯·奧爾森（瑞典語：Olle Jonas Olsson；1983年3月10日—）是一位瑞典足球運動員，在場上司職後衛。他於2017年3月離開效力9年的英格蘭足球超級聯賽球隊西布罗姆维奇，加盟佐加頓斯。他也代表瑞典國家足球隊參賽。